# Karl Faymonville

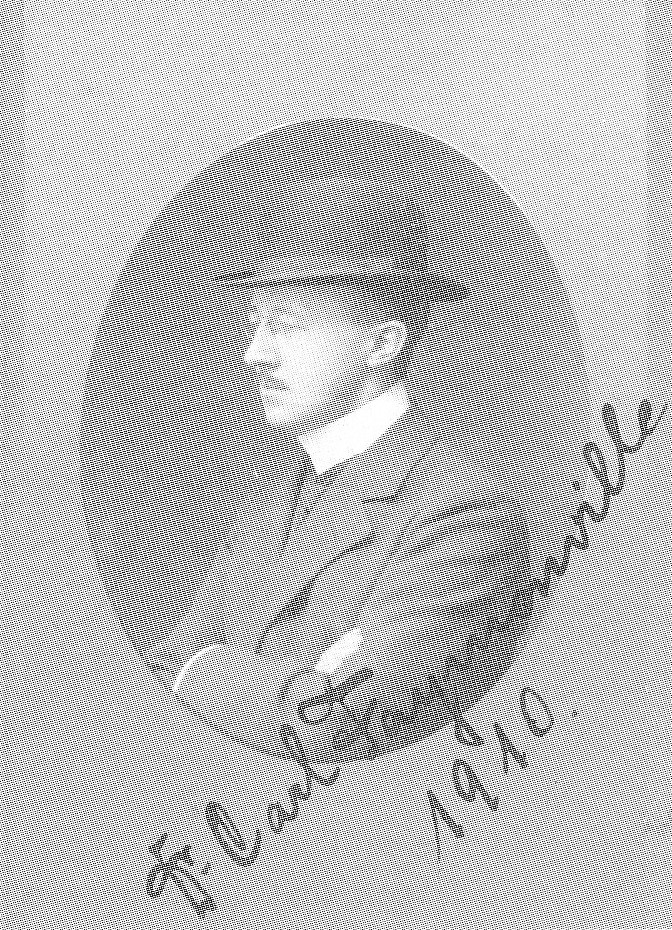
Carl Faymonville, 1910

Karl Johann Mathias Faymonville (* 31. August 1875 in Aachen; † 1. Februar 1930 ebenda) war ein deutscher Kunsthistoriker.

## Leben und Wirken
Karl Faymonville, Sohn des Fabrikanten und Braumeisters Johannes Faymonville (1828–1899) und dessen Ehefrau Bertha Hubertina geb. Kuck (1835–1899), besuchte das Realgymnasium in Aachen. Nachfolgend studierte er Kunstgeschichte und Architektur an der Polytechnischen Schule zu Aachen (1894–96), der Universität Karlsruhe (1896–97) sowie der Technischen Hochschule und der Universität München (1897–98). Seit 1898 studierte er an der Universität Heidelberg, wo er 1899 zum Dr. phil. promoviert wurde. In Aachen wurde Faymonville Mitglied des Corps Marko-Guestphalia. Ab dem Jahr 1909 war Faymonville als Assistent bei der Kommission für die Denkmälerstatistik im Bereich des Provinzialkonservators der Rheinprovinz, Paul Clemen tätig und mit der Inventarisation der rheinischen Kunstdenkmäler befasst. Er erarbeitete dort unter anderem die Bände zu Aachen für die Publikationsreihe Die Kunstdenkmäler der Rheinprovinz.
Nach dem Ersten Weltkrieg zog sich Faymonville zurück und widmete sich vorwiegend seiner Wissenschaft. Als letztes Werk stellte er 1929 sein Manuskript zu dem Kunstdenkmälerinventar des Kreises Malmedy fertig, der als Folge des Ersten Weltkriegs zwischenzeitlich zum Königreich Belgien gehörte. Im Vorgriff hatte er zur Bestandsaufnahme den Kreis 1910 erstmals bereist, auf Grund der vorgezogenen Bearbeitungen zu Aachen musste eine Fertigstellung aber zurückgestellt werden. Aus Kostengründen unterblieb 1929 die Herausgabe. Zwischenzeitlich starb der unverheiratet gebliebene Kunsthistoriker Faymonville zu Anfang des Jahres 1930 in seiner Aachener Wohnung, im Haus Viktoriallee 13. 1931 übernahm schließlich Heribert Reiners das Faymonville’sche Manuskript zum ehem. preußischen Kreis Malmedy, musste jedoch dessen Unvollständigkeit und fehlende Eignung zur Veröffentlichung feststellen. Unter Nutzung des Manuskripts und einer Neubereisung in den Jahren 1932/1933 sowie unter Hinzuziehung von Heinrich Neu erfolgte eine Neubearbeitung, die schließlich 1935 in Anlehnung an die Reihe Die Kunstdenkmäler der Rheinprovinz erschien: Die Kunstdenkmäler von Eupen–Malmedy.

## Schriften
- Die Purpurfärberei der verschiedenen Kulturvölker des klassischen Altertums und der frühchristlichen Zeit. Beschreibung und Abbildung der verschiedenen Arten, scalae, des Purpurs, desgleichen von heute noch erhaltenen gemusterten Purpurgeweben im Abendlande. Dissertation, Ruprecht-Karls-Universität Heidelberg, 1900. (mit Lebenslauf) (archive.org)
- Zur Kritik der Restauration des Aachener Münsters. Beschreibende Darstellung der ältesten Abbildungen seines Inneren. Aachener Verlags- und Druckerei-Gesellschaft, Aachen 1904. (MDZ München)
- Der Dom zu Aachen und seine liturgische Ausstattung vom 9. bis zum 20. Jahrhundert. Kunstgeschichtliche Studie. Bruckmann, München 1909 (Internet Archive).
- Die Kunstdenkmäler der Stadt Aachen. (= Die Kunstdenkmäler der Rheinprovinz, Band 10.) (Internet Archive).
  - Band 1: Das Münster zu Aachen. (= Die Kunstdenkmäler der Rheinprovinz, Band 10, 1.) Schwann, Düsseldorf 1916.
  - Band 2: Die Kirchen der Stadt Aachen mit Ausnahme des Münsters. (= Die Kunstdenkmäler der Rheinprovinz, Band 10, 2.) Schwann, Düsseldorf 1922.
  - (mit Joseph Laurent, Richard Pick, Max Schmid-Burgk) Band 3: Die profanen Denkmäler und die Sammlungen der Stadt Aachen. (= Die Kunstdenkmäler der Rheinprovinz, Band 10, 3.) Schwann, Düsseldorf 1924.
- Die Kunstdenkmäler des Kreises Monschau. (= Die Kunstdenkmäler der Rheinprovinz, Band 11, 1.) Schwann, Düsseldorf 1927.